# Анхо
Анхо́ — село в Ботлихском районе Дагестана. Входит в состав сельского поселения Чанковский сельсовет.

## Географическое положение
Расположено в 7 км к северу от села Ботлих, на реке Чанковская.

## Население
| 1926 | 1939 | 1970 | 1989 | 2002 | 2010 | 2021 |
| ---- | ---- | ---- | ---- | ---- | ---- | ---- |
| 28   | ↗53  | ↘42  | ↗62  | ↘4   | ↗35  | ↗36  |

Население села - ботлихцы. 